# Kecerovský Lipovec
Kecerovský Lipovec (Hongaars: Kecerlipóc) is een Slowaakse gemeente in de regio Košice, en maakt deel uit van het district Košice-okolie.
Kecerovský Lipovec telt 121 inwoners.